# ImageMagick
ImageMagick es un conjunto de utilidades de código abierto para mostrar, manipular y convertir imágenes, capaz de leer y escribir más de 200 formatos. ImageMagick es publicado bajo la Licencia Apache.

## Características
El software consiste principalmente en un conjunto de utilidades de línea de comandos para manipular imágenes. ImageMagick no tiene una Interfaz gráfica de usuario propia como Adobe Photoshop o GIMP. Sin embargo, incluye una interfaz de X Window llamada IMDisplay y una API para diversos lenguajes de programación. El programa usa los números mágicos para identificar el formato de las imágenes.
Algunas aplicaciones Web como MediaWiki, phpBB, y vBulletin, pueden usar ImageMagick para generar miniaturas en reemplazo de GD. También es usado por otros programas como LyX para convertir imágenes. ImageMagick también integra una API de Perl llamada PerlMagick, además de otras APIs gráficas.

### Conversión de formatos
Una de las características básicas de ImageMagick es la de convertir imágenes a diversos formatos de manera precisa.

### Manipulación de color y Paleta de colores
El número de colores en una imagen puede ser reducido arbitrariamente usando Cuantificación y esto se hace de manera inteligente seleccionando el color más prominente en un conjunto de pixeles de la imagen. Y hay que notar que muchas otras aplicaciones de manejo de imágenes no son compatibles con una paleta de colores de un número arbitrario de colores. Si, por ejemplo, se reduce una imagen de 14 colores a través de ImageMagick, algunas aplicaciones la abrirán correctamente, pero otros la verán como corrupta.
Y una capacidad relacionada es la posterización, que también reduce el número de colores de una imagen. La diferencia con la cuantificación de color estándar es que la paleta final se seleccionan sobre la base de una ponderación del color prominente de un conjunto de pixeles de una imagen, mientras que la posterización crea una paleta de colores suavemente distribuida en todo el espectro en la imagen. Mientras que con la cuantización de color estándar, todos los valores de color finales son los que se encontraban en la imagen original, mientras que los valores de color en una imagen de póster puede no haber estado presente en la imagen original, pero se encuentran entre los valores de color original.

### Tramado
Un control preciso se proporciona para el Tramado que se produce durante los cambios de color y el sombreado, incluyendo la capacidad de generar tramados de semitonos.

### Reescalado de video
Desde el lanzamiento de marzo de 2011, ImageMagick agregó soporte para Reescalado de Video o Seam Carving. Esta característica permite, por ejemplo, ajustar el aspecto de una imagen 16:9 a una de 4:3 sin distorsionar la imagen final.

### OpenCL
ImageMagick puede usar OpenCL, obteniendo aceleración por hardware de la GPU para el procesado de imágenes.

## Distribución
ImageMagick es multiplataforma, y corre en Microsoft Windows y sistemas basados en Unix, incluyendo Mac OS X, Linux, Solaris, y FreeBSD. El código fuente puede ser compilado para otros sistemas como AmigaOS 4.0 y MorphOS.

## Software relacionado
GraphicsMagick es una bifurcación de ImageMagick 5.5.2 creada en 2002, enfatizando la estabilidad de la API e interfaz de usuario de los lanzamientos multiplataforma. GraphicsMagick emergió tras diferencias irreconciliables de los desarrolladores.